# Рута СПВ-15
Рута СПВ-15 — перша модель мікроавтобусу виробництва Часовоярського ремонтного заводу, що випускалася протягом другої половини 1990-х та на початку 2000-х. Перші зразки цієї моделі були випущені у 1995.

## Конструкція
Автомобіль має 14-місний кузов (13+1), побудований за каркасним принципом, два великих бокових вікна, велике квадратне вікно в задній частині замість аварійного виходу (хоча на деяких автівках цієї моделі можна побачити подвійні ручні задні двері) та ручні вхідні двері до салону. Застосування каркасного принципу будови кузова дозволило зробити його більш безпечним та міцним, а також придатним до швидкого коригування конструкції автівки. Однак показники міцності кузова виявилися недостатніми для вбудовування й експлуатації подвійного запасного виходу, через що виробники мікроавтобусу спочатку відмовилися від нього взагалі, а потім, вже через декілька років, адаптували його під особливості даної моделі, вмонтувавши замість двох дверей одну. У 2000—2002 конструкція моделі зазнала модернізації.

## Подальша доля
Починаючи з 2002 мікроавтобуси СПВ-15 почали замінюватися їхньою вдосконаленою версією — СПВ-16, яка, перш за все, характеризувалася більш високим салоном. Ще однією особливістю даної моделі є наявність вказівника маршруту над лобовим склом та малих додаткових віконець над головними боковими вікнами. У 2003 через це, а також ряд інших переваг СПВ-16 остаточно витіснив свого попередника. Однак згодом і ця модель була витіснена більш пасажиромісткою конструкцією, яка отримала назву СПВ-17, характерною ознакою якої була розширена задня стійка. 

## Характеристика
- Роки виробництва — 1995 — 2003
- Кількість місць — 14 (13+1)
- Будова кузова — каркасна
- Двері — ручні
- Відсутній запасний вихід (є на більш пізніх версіях)
- Довжина — 5,4 м
- Ширина — 2 м
- Висота — 2,5 м
- Маса (повна) — 3,4 т
- На більш пізніх моделях (СПВ-16) над боковими вікнами розташовані малі додаткові вікна, спереду є вказівник маршруту
- Задні фари розташовані на бампері.

## Експлуатація
На харківських маршрутах мікроавтобуси цієї моделі використовувалися впродовж 1997 — 2007, після чого були замінені на російські «Газелі». У Києві деякі машини цієї моделі пропрацювали до 2010—2012. У ряді інших міст України, здебільшого на Сході та у Криму, їх можна побачити на маршрутах і нині. Чимало мікроавтобусів «Рута СПВ-15» нараховується на маршрутах Дніпра.